# Marumba ussuriensis
Marumba ussuriensis är en fjärilsart som beskrevs av Bang-haas 1927. Marumba ussuriensis ingår i släktet Marumba och familjen svärmare. Inga underarter finns listade i Catalogue of Life.